# Van Abbemuseum
Il Van Abbemuseum è un museo di arte moderna e contemporanea nella città di Eindhoven, Paesi Bassi.
Nel 1936 fu costruito un museo dall'architetto A.J. Kropholler per ospitare la collezione di Van Abbe. Nel 2003 si inaugurò una nuova ala del museo realizzata dall'architetto Abel Cahen. La biblioteca è realizzata dal designer fiammingo Maarten van Severen.

## Edificio
Il museo è collocato in un edificio suddiviso in una parte antica, corrispondente alla parte storica dello stesso del 1936, e una parte moderna costruita nel 2003. Nella nuova ala è collocato anche un bar e un negozio.

## Collezione
La collezione conta 1000 sculture, 700 dipinti e 1000 opere su carta. Il museo detiene una delle collezioni più grandi al mondo dell'opera di El Lissitzky.
Nella collezione ci sono opere di Pablo Picasso, Georges Braque, Wassily Kandinsky, Marc Chagall, El Lissitzky, Fernand Léger e Piet Mondrian oltre che di artisti del dopoguerra: Joseph Beuys, Marcel Broodthaers, Anselm Kiefer, Jannis Kounellis, Rebecca Horn e Sigmar Polke.

## Direttori
- W.J.A. Visser (1936-1942, 1945)
- Edy de Wilde (1946-1963)
- Jean Leering (1964-1973)
- Rudi Fuchs (1975-1987)
- Jan Debbaut (1988-2003)
- Charles Esche (2004 - )